# 朋永真季
朋永 真季（ともなが まき）は、日本の女性声優。AZクリエイティブ・エージェントオフィス所属。

## 出演

### テレビアニメ
- レヱル・ロマネスク2（2023年、絵描き少女 右田日々姫[2]）
- Summer Pockets（2025年[3]）

### OVA
- ネコぱらOVA（2017年 - 2018年、ショコラ）

### ゲーム
- あまつみそらに! 雲のはたてに（榛名優依[4]）
- スズノネセブン! 〜Rebirth knot〜（野々村仁乃[5]）
- まいてつ -pure station-（右田日々姫[6]）
- ものべの -pure smile-（有島ありす[7]）
- 恋愛リベンジ（玖珂ユズハ[8]）
- 忙しい人のための幻想郷シリーズ（鈴仙・優曇華院・イナバ[9]）
- Summer Pockets（2018年）
- Summer Pockets REFLECTION BLUE（2020年）

#### オンラインゲーム
- チョコットランド（森の妖精モリッコ）
- もえぱちっ!2学期（アデライード・シャルル・マリー・ダルトワ）

#### 携帯アプリ
- LINE タッチタッチ（ナビゲーター）
- 音色組曲（マリーナ、ミレーナ）
- キャッスルマスター（ナビゲーター）
- Scratch Girl2（一華）

### ドラマCD
- SUPER SHOT6 レイヴ☆みっくす（朝香シェリー）
- ホーム・スウィート・ホーム（母）

### ラジオドラマ
- 蒼空放送局 アニメイトTV>（秋野向日葵）

### テレビ
- スクールオブザゴッド 仙台放送UL・OS（OL）

### CMナレーション
- コリアンシェフ（母親、男の子）
- 災害ボランティア講座（教材VTR）